# Венерині кучері звичайні
Вене́рині ку́чері звича́йні, адіантум венерин волос (Adiantum capillus-veneris L.) — найпопулярніший в культурі вид роду адіантум (Adiantum). Належить до родини адіантові (Adiantaceae), порядку папоротевидних (Filicopsida). Адіантові — переважно тропічна родина, представники якої є лісовими або петрофільними рослинами. Включає 1 рід і близько 300 видів. У культурі використовується як декоративна рослина.

## Наукове значення
Середземноморський вид на північно-східній межі ареалу.

## Поширення

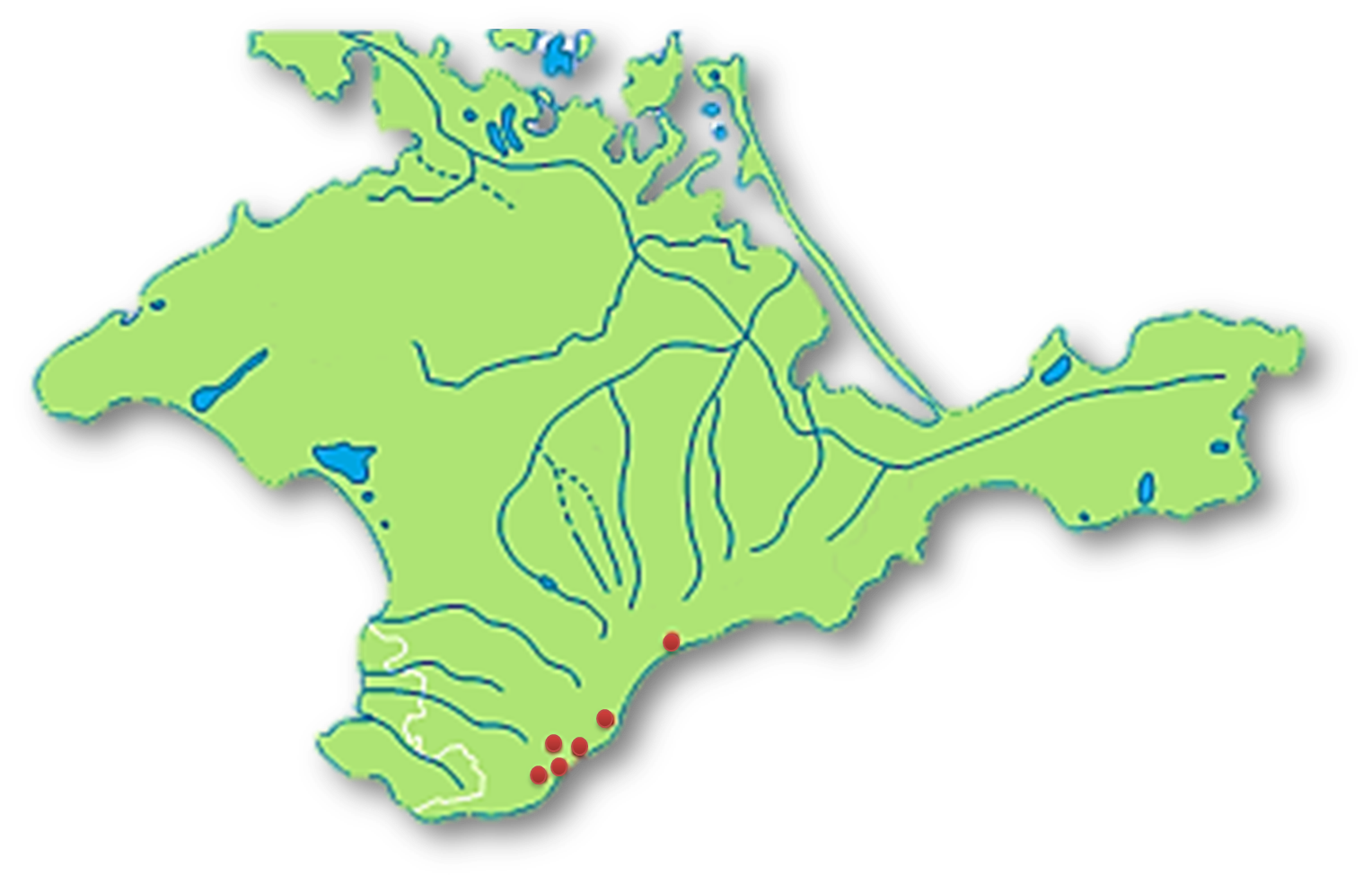
Поширення адіанта венериного волоса в Криму

В Україні поширення охоплює Південний берег Криму (біля водоспадів Учан-Су та Джур-Джур, околиці міст Ялти та Місхора, вершини Ай-Петрі, Явлуз, Яузлар i Кастель). Вид поширений в Атлантичній Європі, Східному і Західному Середземномор'ї, на Кавказі, у Середній Азії. Зустрічається в тропічних і субтропічних районах Азії, Африки.

## Місця зростання

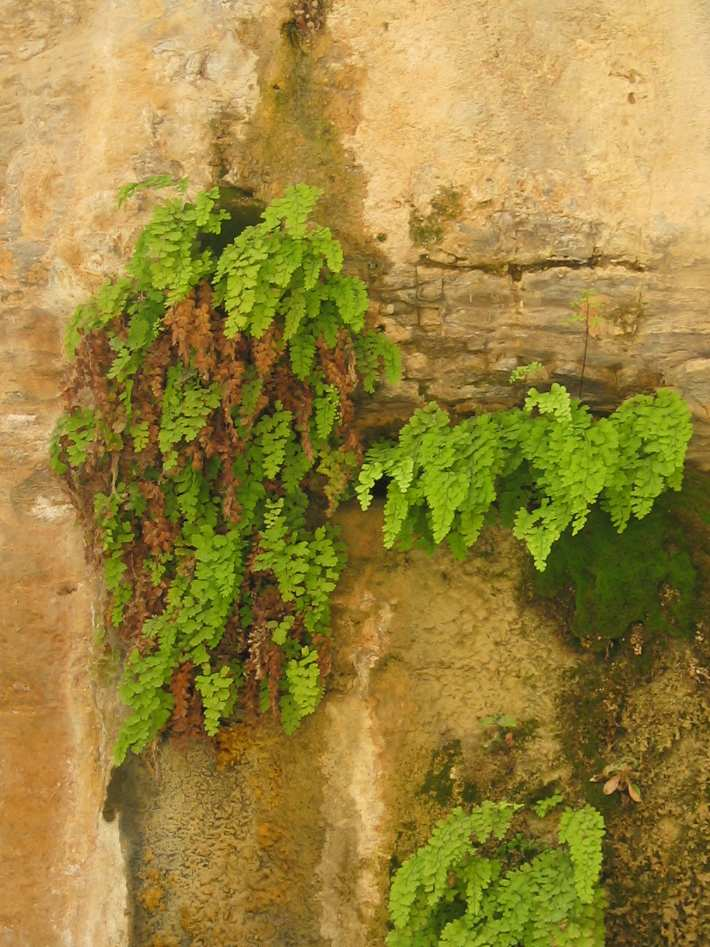
Адіант венерин волос росте на вологих скелях і в розколинах

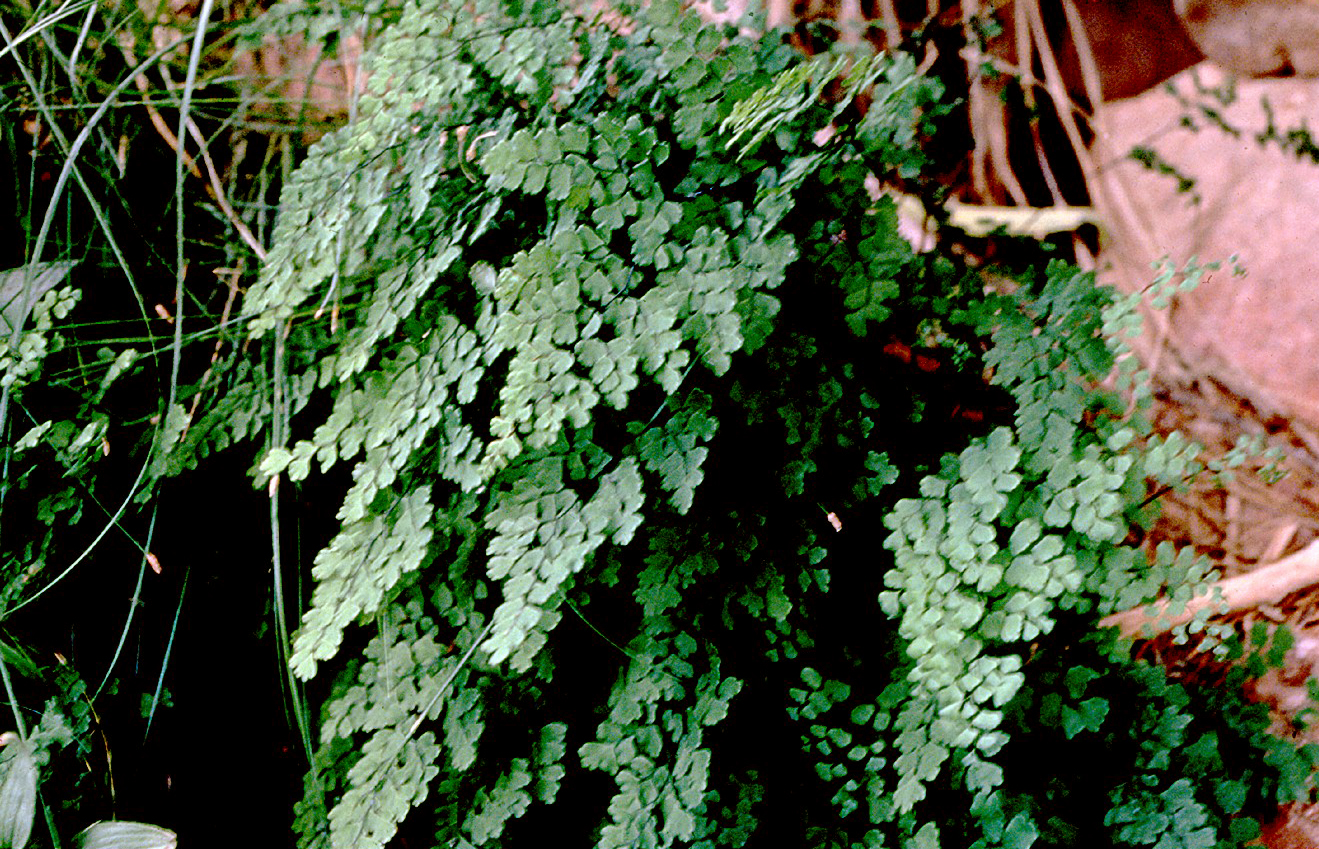
Загальний вигляд адіанта венериного волоса

Вологі скелі (переважно вапнякові) та розколини, біля водоспадів, по берегах гірських річок i струмків. Формує фрагменти специфічних піонерних маловидових розріджених угруповань класу Adiantetea capilli-veneris (союз Adiantion capilli-veneris), характерних для Середземномор'я. Гігрофіт.

## Чисельність та структура популяцій
Популяції нечисленні. Росте у вигляді поодиноких чи невеликих куртин, що формують фрагментарні популяції, чисельність яких в останні десятиліття скоротилася.

## Причини зміни чисельності
Зменшення вологості повітря, порушення місць зростання, збирання як декоративної рослини.

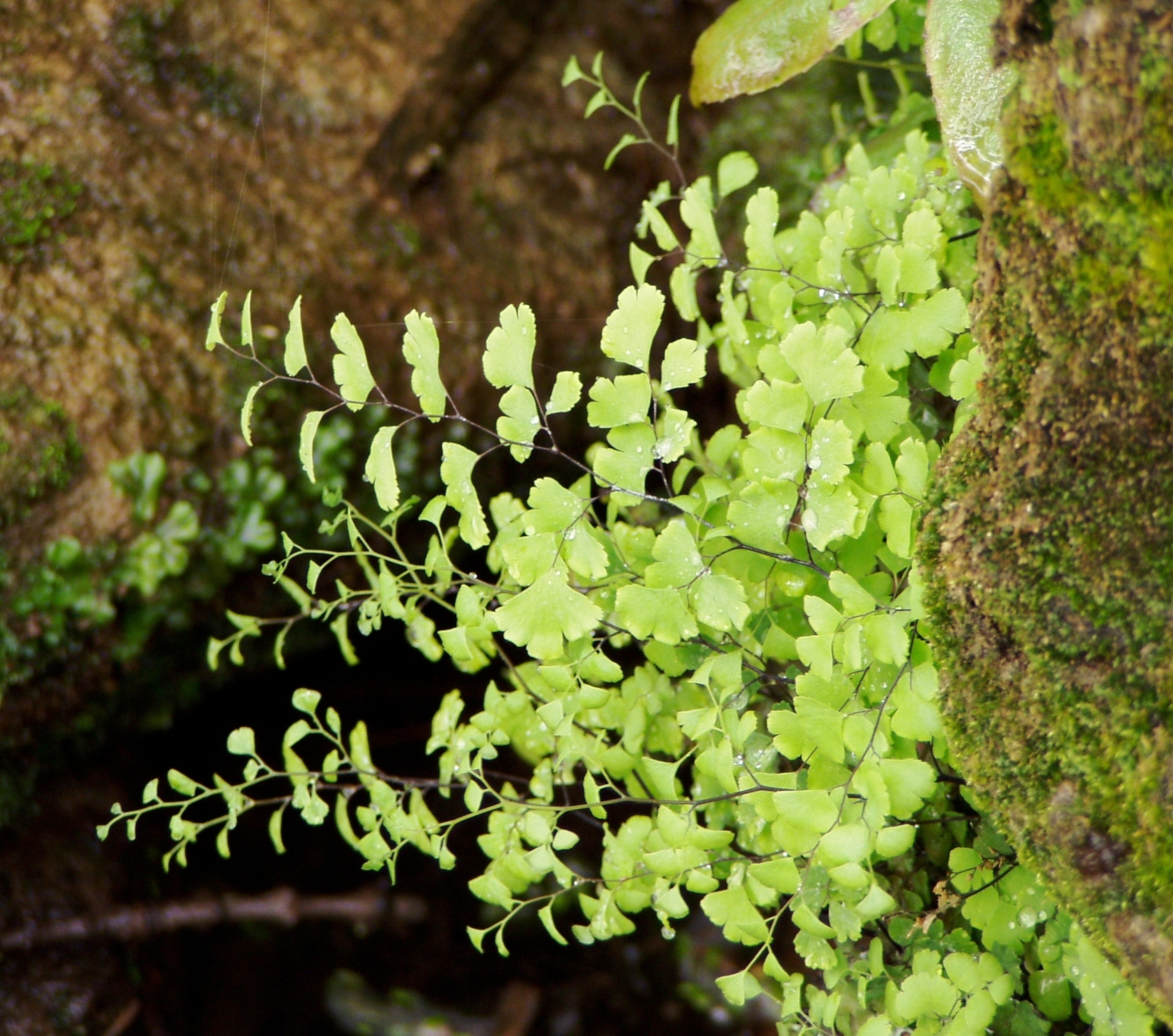
Загальний вигляд адіанта венериного волоса

## Загальна біоморфологічна характеристика

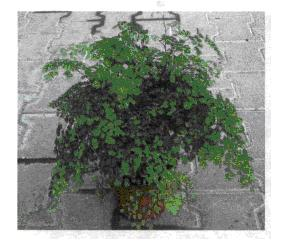
Папороть адіантум венерин волос

Гемікриптофіт. Багаторічна папоротева рослина заввишки 20-30 см, з довгим повзучим кореневищем, формує куртини. Листки світло-зелені, тонкі, яйцюваті або яйцювато-видовжені, двічі-, тричіперисті; зимують. Черешки чорно-бурі, тонкі, блискучі. Вайї тричі пірчастороздільні, крайові сегменти округлі, яйцеподібні, зубчасті. Спори в лінійно-довгастих сорусах, розміщені вздовж кінців жилок по краю пластинок, які відгинаються донизу. Спороносить у червні-серпні. Спори розносяться вітром та водою. Розмножується спорами та вегетативно.

## Заходи охорони
Збереження стабільного водного режиму, розведення в культурі. Занесений до Червоної книги України (1980, 1996, 2009). Охоронний статус — I категорія («Зникаючий»). Охороняється у природних заповідниках — Ялтинському гірсько-лісовому та Мис Мартьян. Заборонено відбір води, знищення місць зростання, збирання рослин. Слід створити заказники в місцях зростання виду.
Також занесений до Червоних книг Вірменії, Казахстану, та Дагестану і Краснодарського краю в Росії.
Входить до Червоного списку Міжнародного союзу охорони природи видів, з найменшим ризиком (LC).

## Розмноження та розведення у спеціально створених умовах
Широко культивують в ботанічних садах, приватних колекціях як кімнатну рослину.

## Господарське та комерційне значення
Декоративне.

## Застосування
Є відмінним заспокійливим засобом, з протизапальними протикашльовими, муколітичними і відхаркувальними властивостями. Використовується для детоксикації у випадках з алкоголізмом. Підходить для лікування фарингіту, бронхіту, астми.